# Cuatro Sinagogas Sefardíes

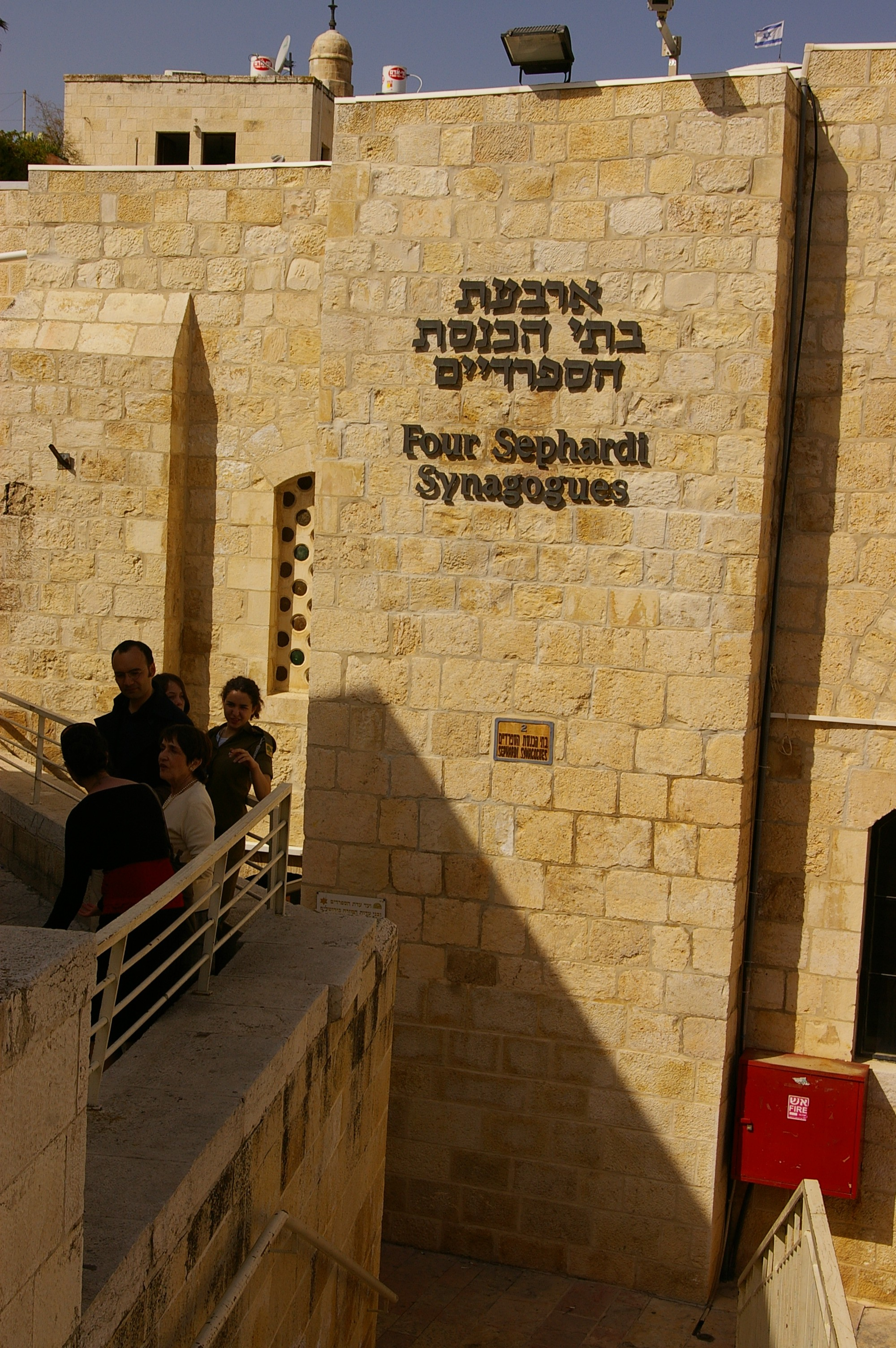
Las Cuatro Sinagogas Sefardíes, Jerusalén.
A diferencia de la notoria vaguedad presente en la inscripción traducida al inglés (Four Sephardi Synagogues), la inscripción hebrea denomina al conjunto edilicio otorgándole un nombre propio y para ello emplea términos sumamente específicos (ארעת בתי הכנסת הספרדיים).

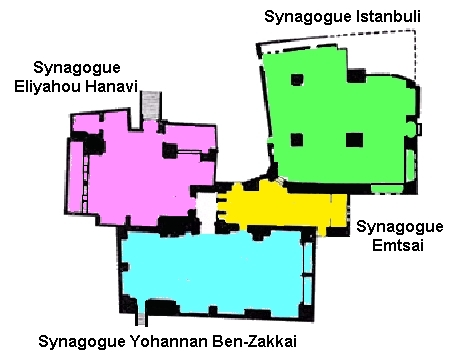
Complejo sinagogal de Jerusalén formado por las cuatro sinagogas sefardíes
Eliahu Ha-Naví
Yojanán Ben-Zakai
Kahal Tsion (Emtsaí)
Sinagoga Istanbúli.

Las Cuatro Sinagogas Sefardíes se encuentran en el Barrio Judío de la Ciudad Vieja de Jerusalén. Ellas forman un complejo sinagogal que consta de cuatro templos yuxtapuestos e interconectados, construidos y reconstruidos en diferentes períodos para dar cabida a las necesidades religiosas de la comunidad sefardí, cada congregación practicando su propio rito (ya sea sefardí o bien otro).

## Singularidad e historia del conjunto edilicio
Único en el mundo, el complejo sinagogal sefardí funciona como tal desde hace por lo menos trescientos años.
En lo que se refiere a denominación y especificidad, considerándose la naturaleza extraordinaria e innegable singularidad dentro del marco arquitectónico sefardí del conjunto sinagogas erigidas en el Barrio Judío, ellas son habitualmente llamadas y referidas en idioma hebreo en términos de específicidad rotunda: «Las Cuatro Sinagogas Sefardíes"» (ארעת בתי הכנסת הספרדיים).
Las Cuatro Sinagogas Sefardíes:

 Sinagoga Eliahu Ha-Naví, siglo XVI.

 Sinagoga Yojanán Ben-Zakai, 1610.

 Sinagoga Istanbúli, 1764.

 Sinagoga Kahal Tsion (Sinagoga del Medio o Emtsaí), último tercio del siglo XVIII.
Al ser clausurada la Sinagoga de Maimónides (Sinagoga del Ramban, 1267) por el sultán otomano en 1586, dejó de existir el principal lugar de oración y enseñanza para los israelitas; muchos de ellos para ese entonces eran sefardíes e incluso descendientes de los hispanojudíos provenientes de la península ibérica a raíz de las expulsiones de fines del siglo XV. Esas personas se vieron obligadas a orar en privado, dentro de sus hogares. 
A principios del siglo XVII fue inaugurado un nuevo templo de cardinal importancia: la Sinagoga Yohanan Ben-Zakai.
En 1835 Mehmet Alí, virrey de Egipto, quien gobernaba Jerusalén en ese momento, concedió su permiso para la restauración y renovación de las diversas sinagogas jerosolimitanas y fue entonces que las cuatro sinagogas sefardíes fueron articuladas en un único complejo sinagogal. A la entrada de la Sinagoga Istanbúli puede observarse una placa conmemorativa que se refiere a los trabajos de restauración llevados a cabo en el siglo XIX.
Las instituciones sefardíes, entre las que se contaban también los centros de estudio y las organizaciones de caridad, se desarrollaron en torno de las cuatro sinagogas y la importancia de ellas en Jerusalén era tal que, hacia fines del siglo XIX, todos los principales rabinos sefarditas habían establecido sus respectivas residencias en las vecindades del para ese entonces ya muy renombrado complejo sinagogal jerosolimitano.
Durante la Guerra de independencia de Israel (1948-1949) y después de la caída del Barrio Judío, las cuatro sinagogas sefardíes quedaron bajo dominio jordano y fueron saqueadas, profanadas y destruidas. Con la entrada de las tropas israelíes en Jerusalén tras la Guerra de los Seis Días y la subsecuente reunificación de esa ciudad, las cuatro sinagogas sefardíes fueron restauradas por el arquitecto Dan Tanai y subsecuentemente rehabilitadas. Desde entonces acuden a ellas todos los residentes del Barrio Judío, tanto sefaradíes como asquenazíes.

## Particularidades de cada sinagoga
Sinagoga Eliahu Ha-Naví. Según cuenta una leyenda, este nombre le fue dado a la sinagoga luego de un acontecimiento que tuvo lugar durante Iom Kipur. Un hombre era necesario para constituir el minián (quórum de diez varones requerido para poder llevar a cabo las plegarias colectivas en la sinagoga). Sin que nadie lo esperase, llegó un hombre desconocido, quien permitió que el rezo pueda tener lugar. Dado que dicho hombre desapareció luego de la plegaria llamada Neilá, los presentes en la sinagoga tuvieron la certeza de que se trataba del profeta Elías. A raíz de ello, la silla que había usado el desconocido fue trasladada a un recinto especial de la sinagoga, donde fue preservada hasta la Guerra de independencia de Israel en 1948.

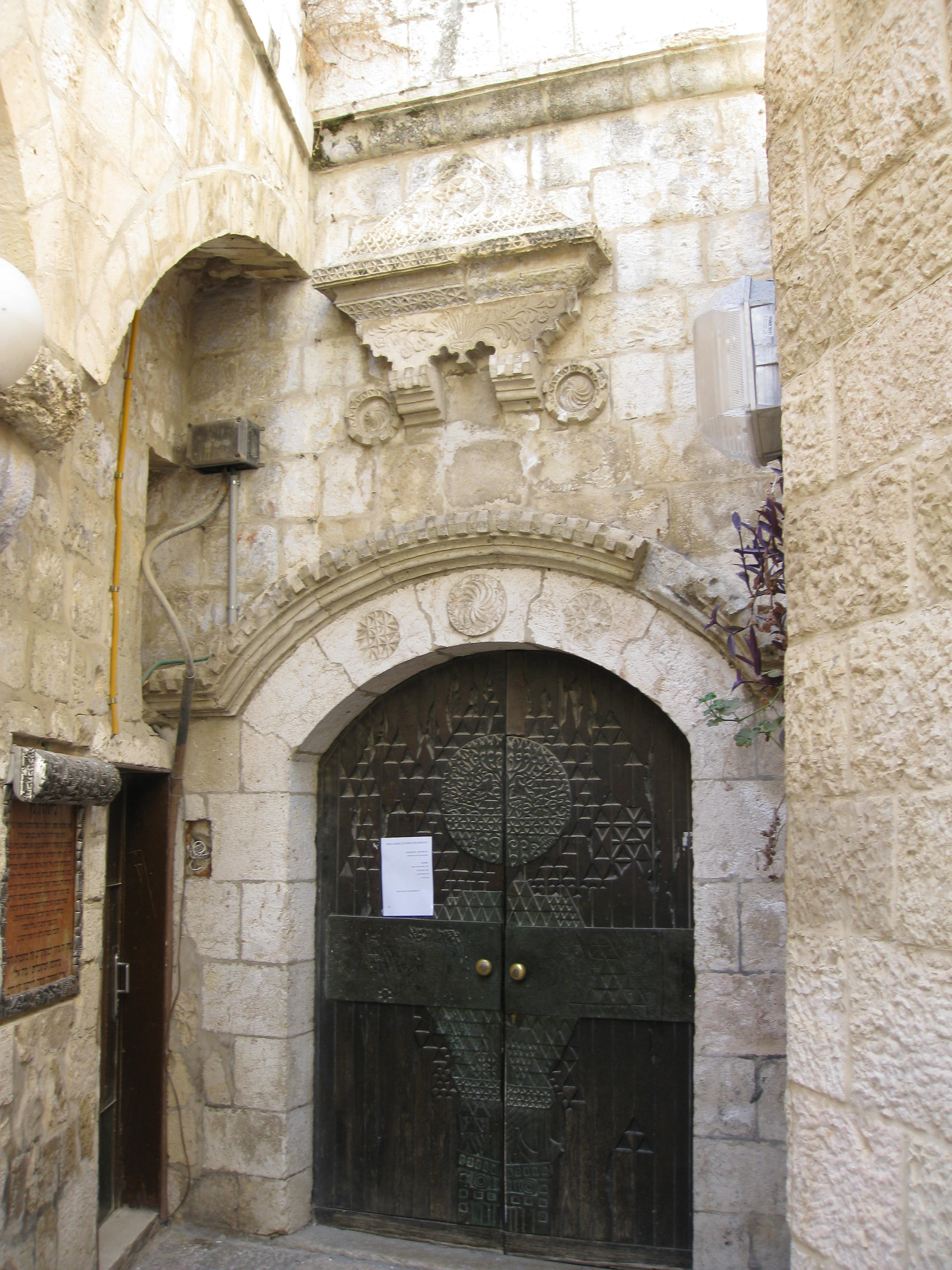
Puerta de la Sinagoga Eliahu Ha-Naví. Templo dedicado al profeta Elías.
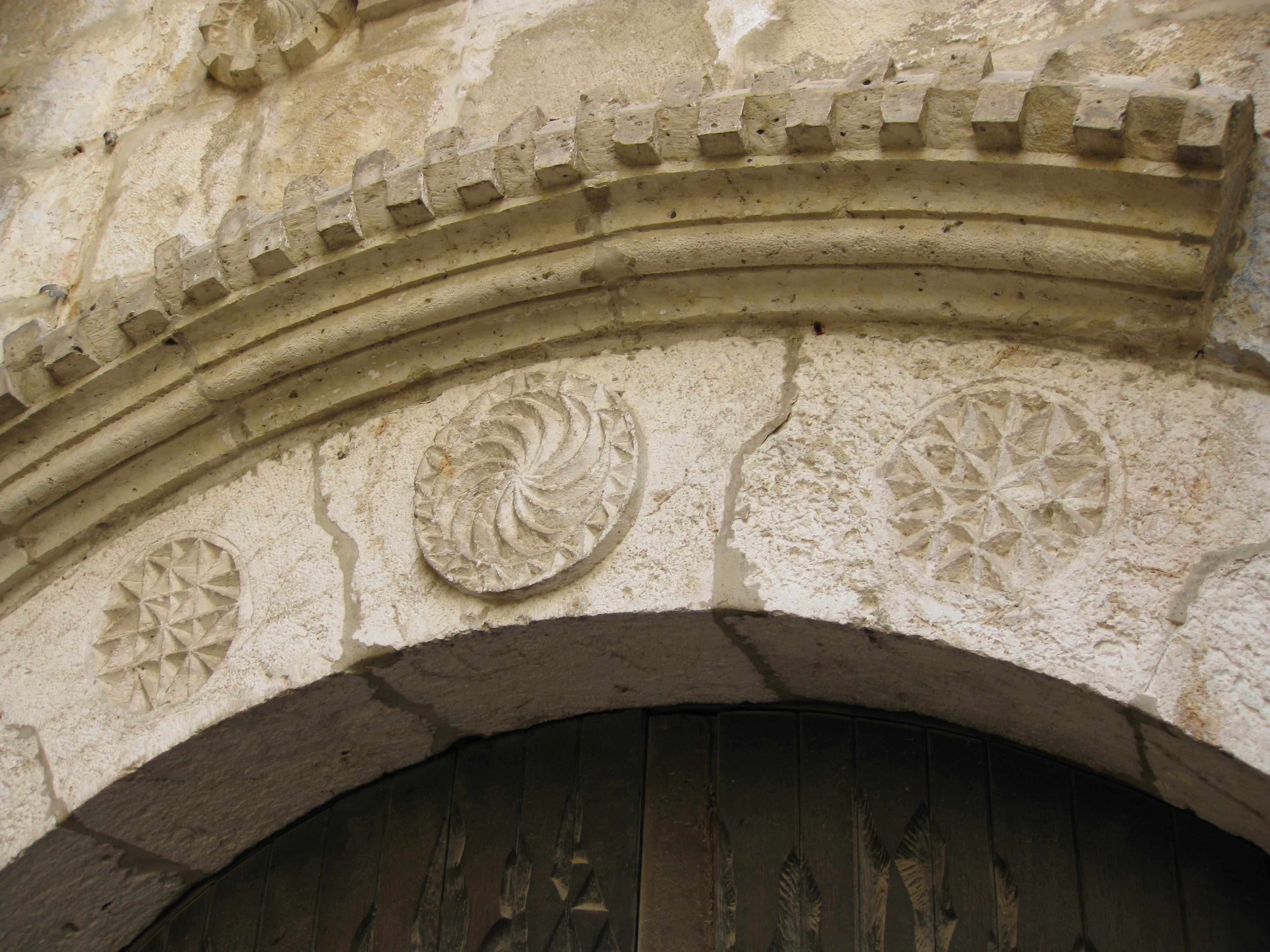
Ornamentos
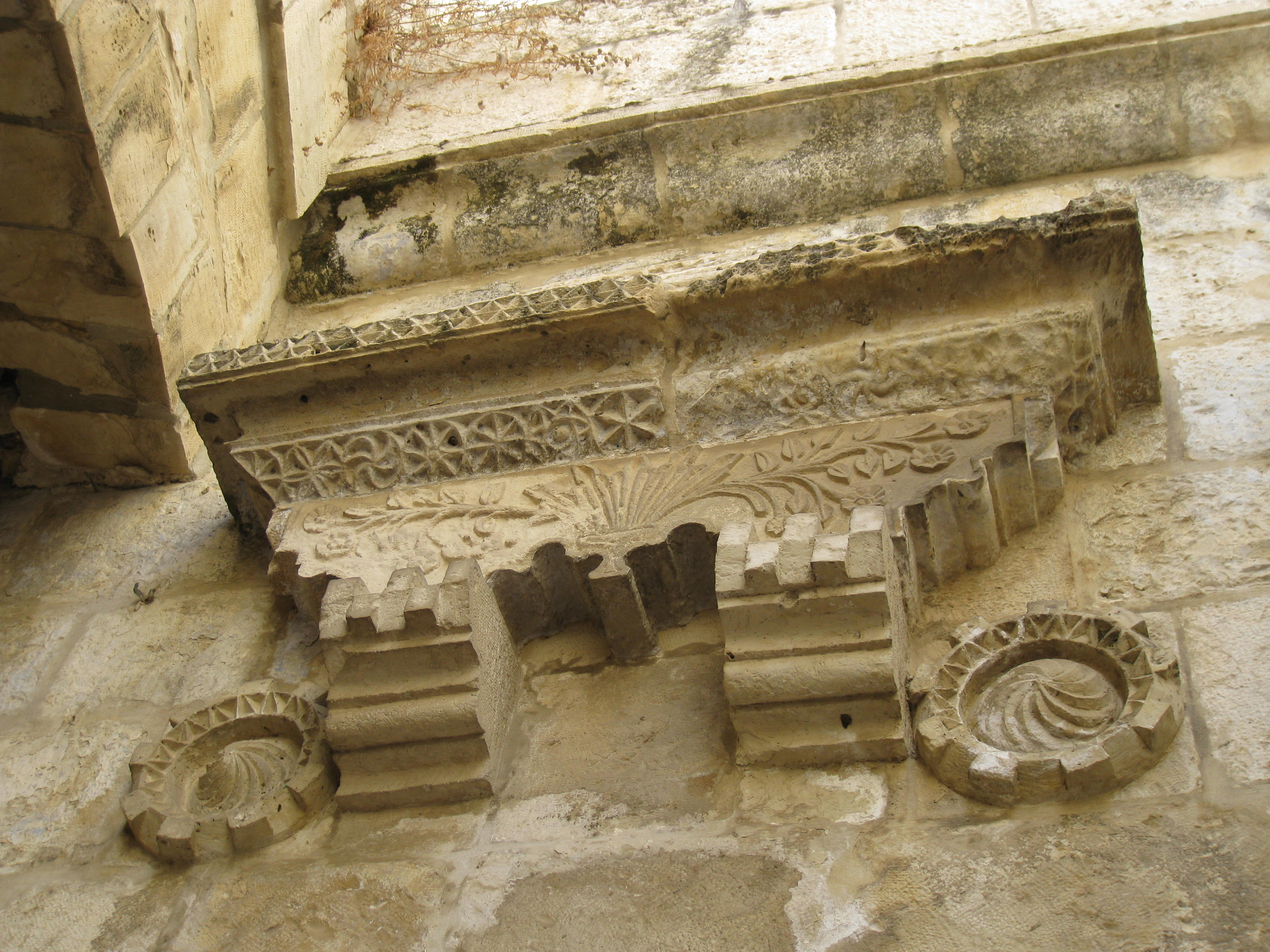
Motivo decorativo
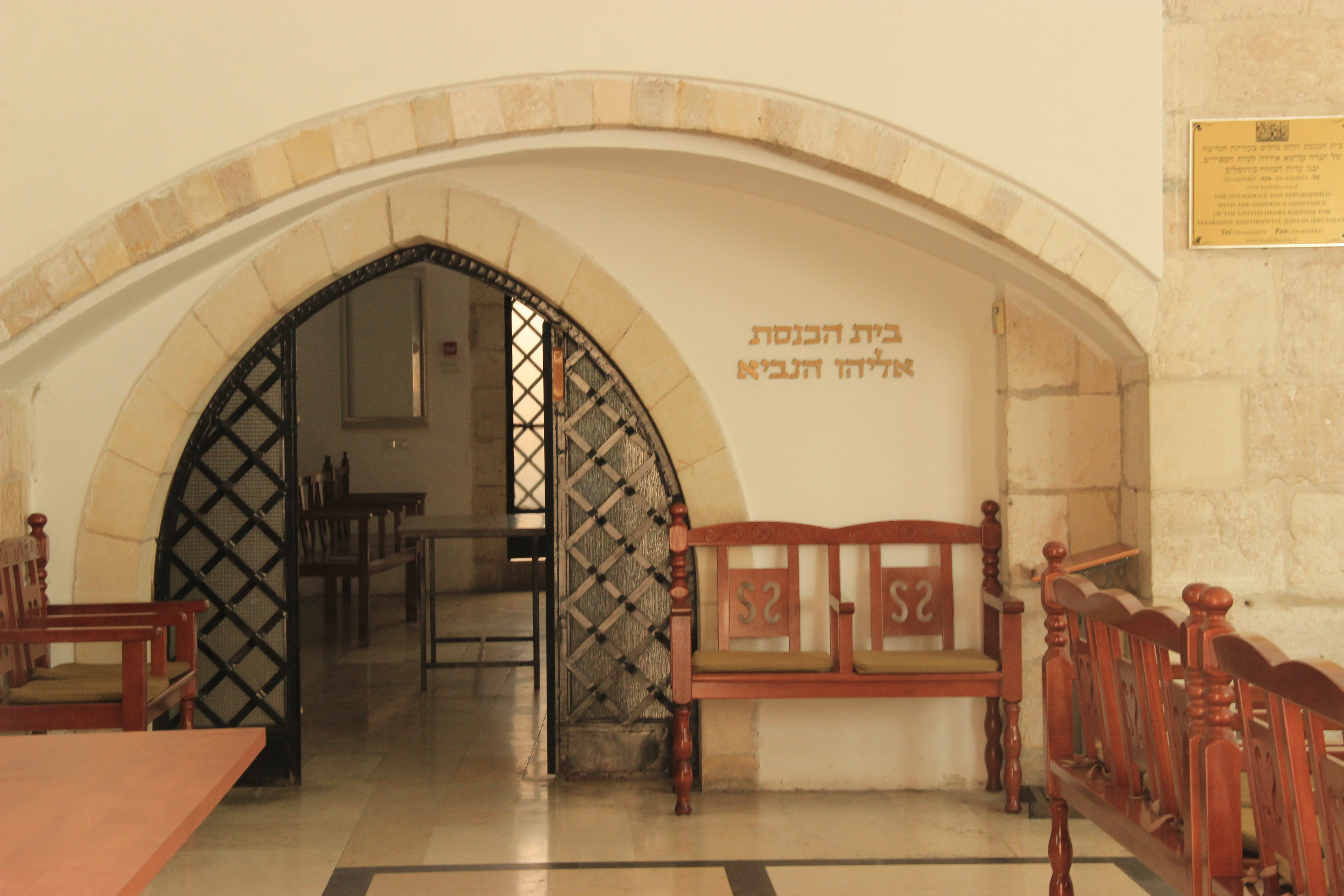
Interior de la sinagoga
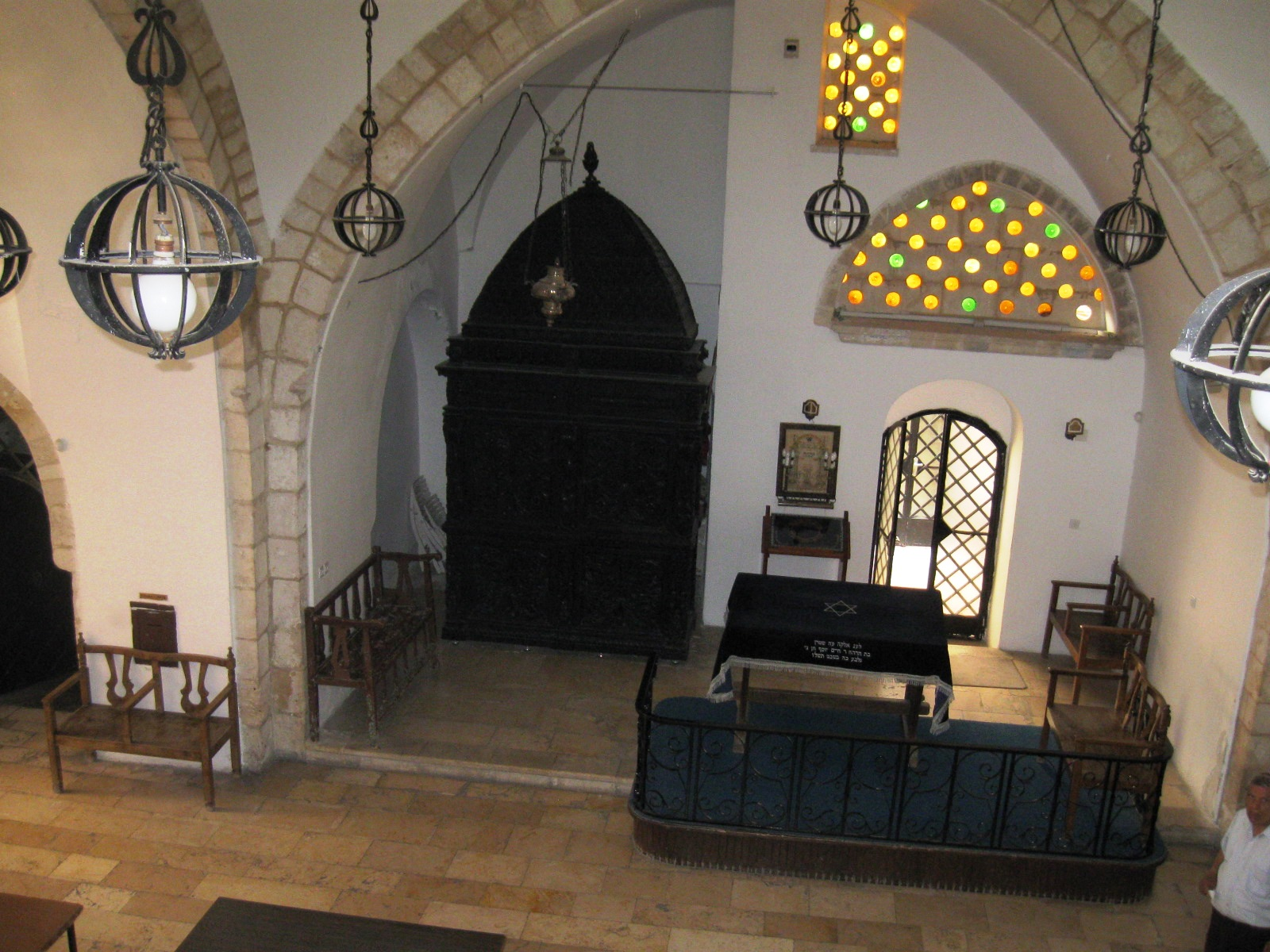
Idem. Desde la galería de mujeres.
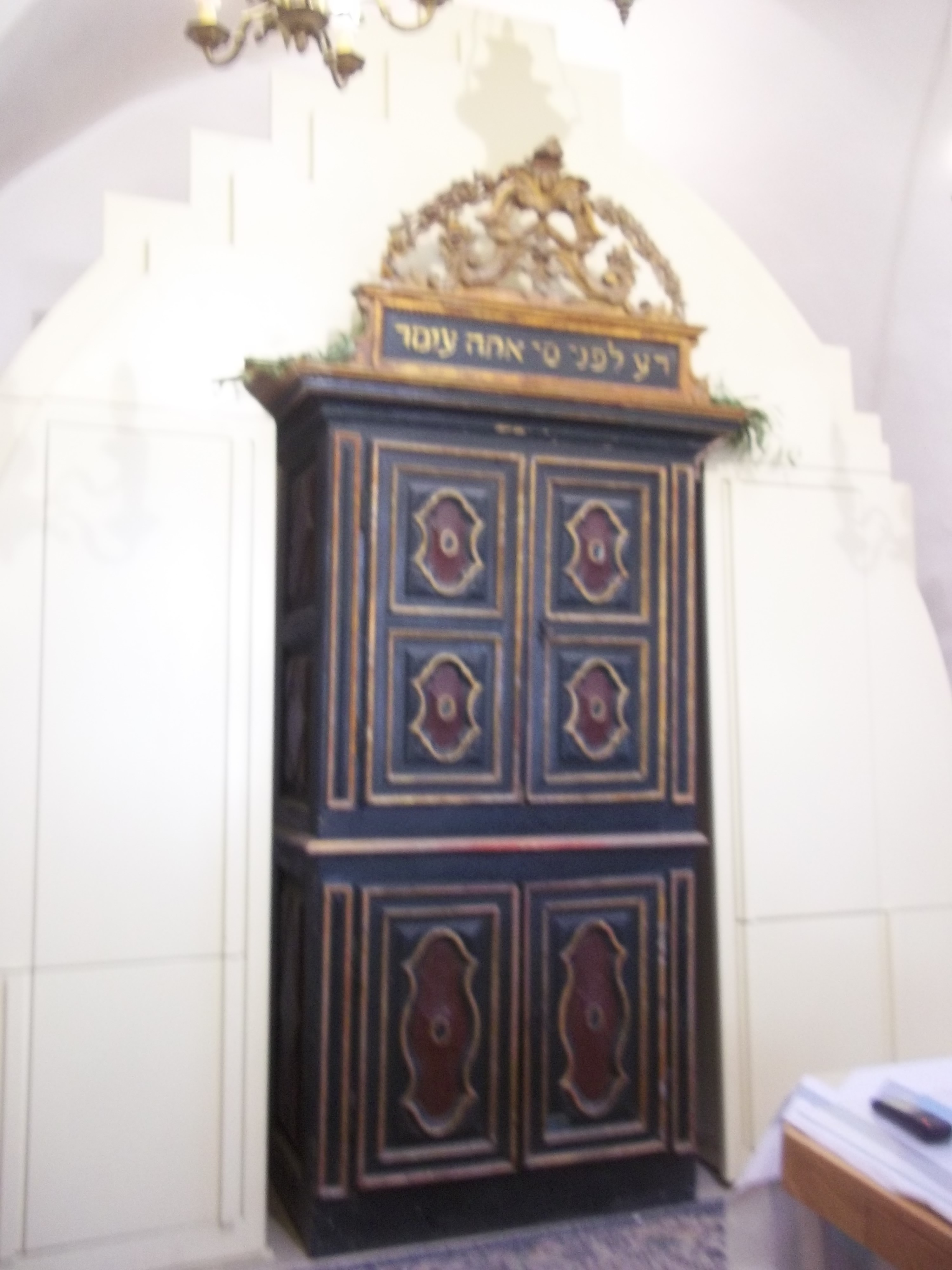
Hejal italiano dieciochesco

 La Sinagoga Yojanán Ben-Zakai es la mayor de las cuatro sinagogas y provee el nombre para todo el conjunto sinagogal sefardí. La descripción más temprana que se conoce acerca de esta sinagoga proviene de un peregrino cristiano del siglo XVI. Según una antigua creencia local, la sinagoga se encuentra en el sitio donde enseñaba el rabino Yojanán Ben-Zakai, líder de aquellos fieles que establecieron en Yavne luego de la destrucción del segundo Templo de Jerusalén.

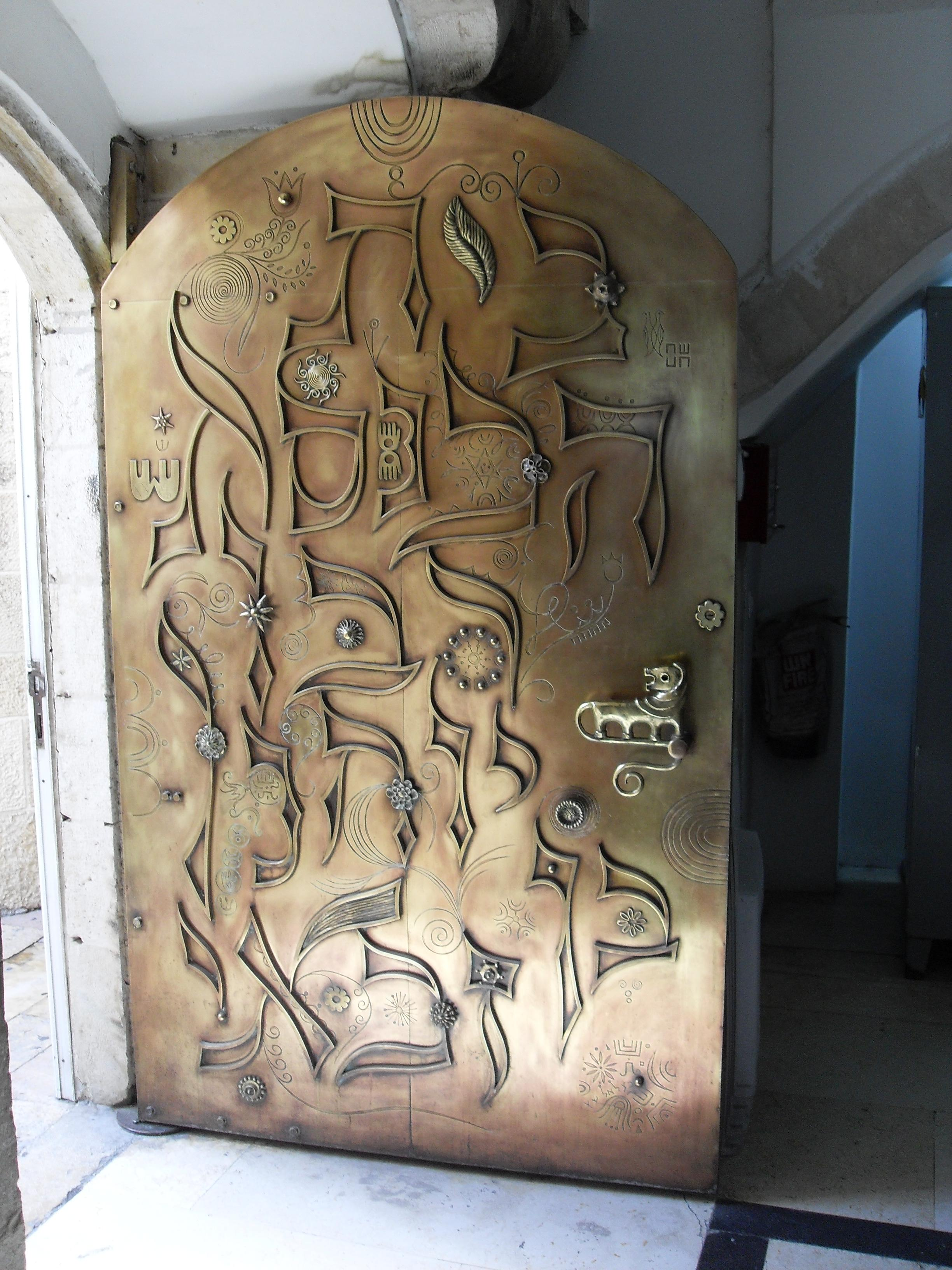
Puerta de la Sinagoga Yojanán Ben-Zakai.
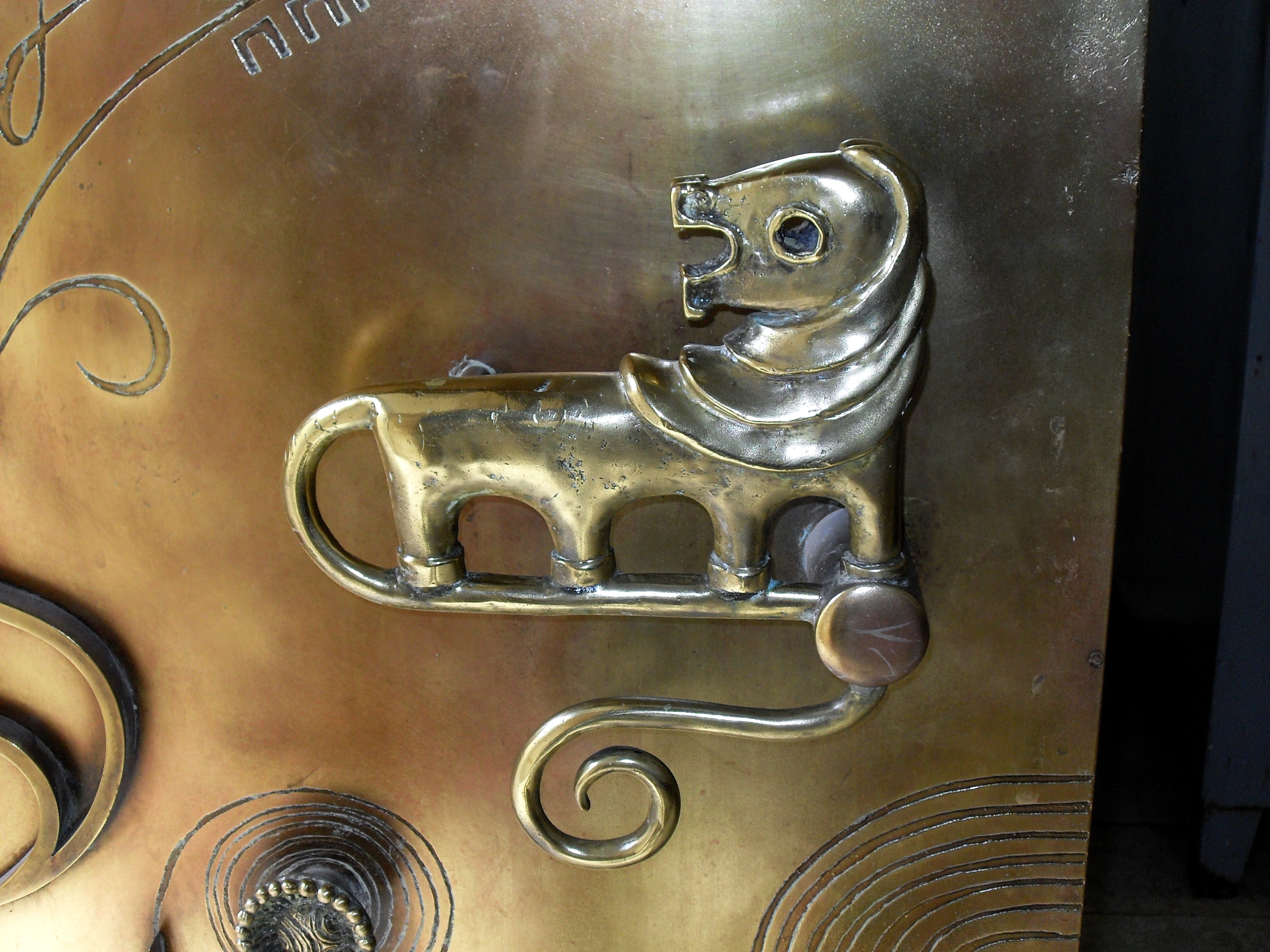
León de Judá en la manija de la puerta sinagogal
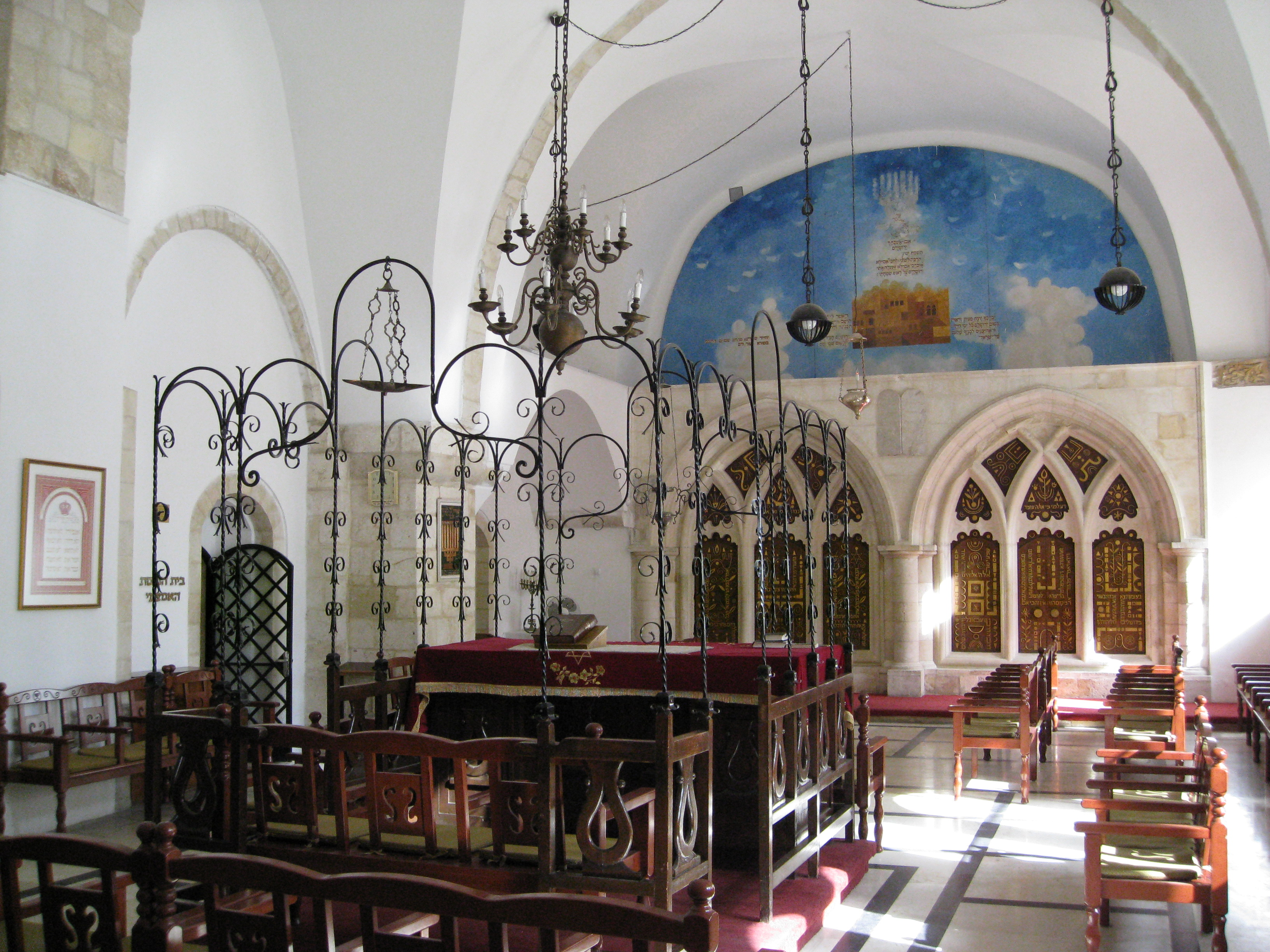
Sinagoga Yojanán Ben-Zakai.
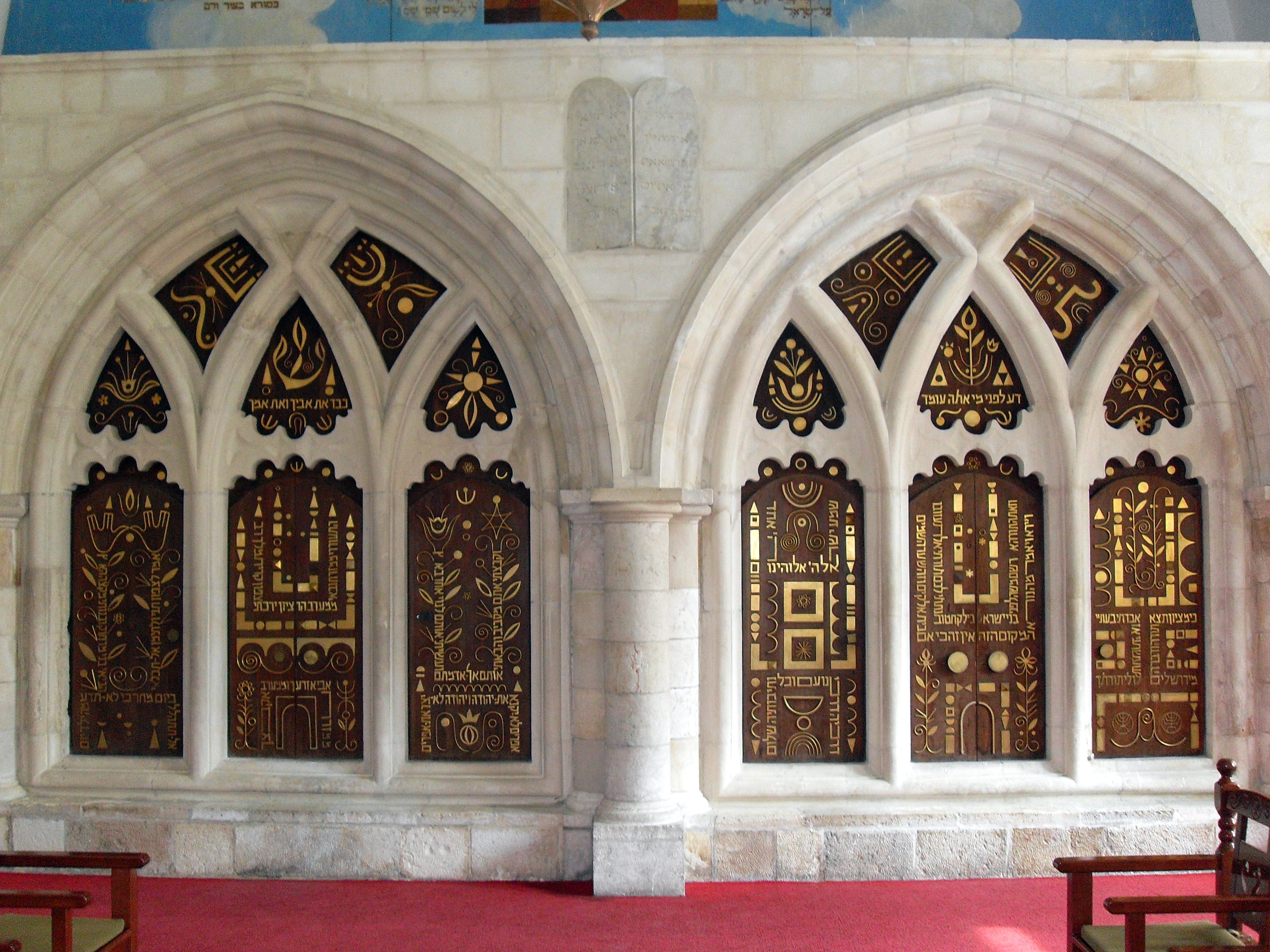
Hejal doble de la sinagoga
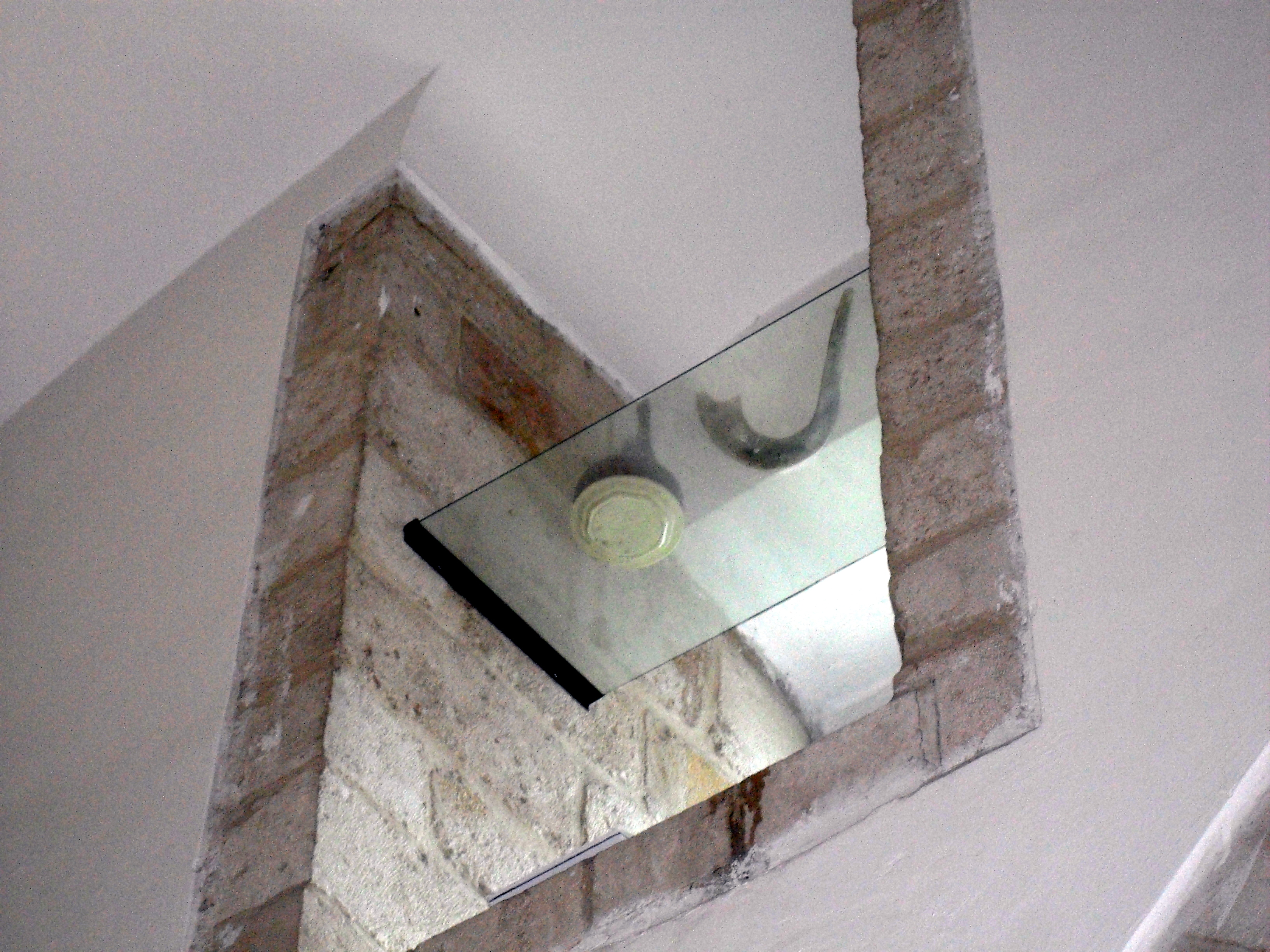
Shofar y recipiente con aceite de oliva para ser empleados cuando llegue el Mesías.
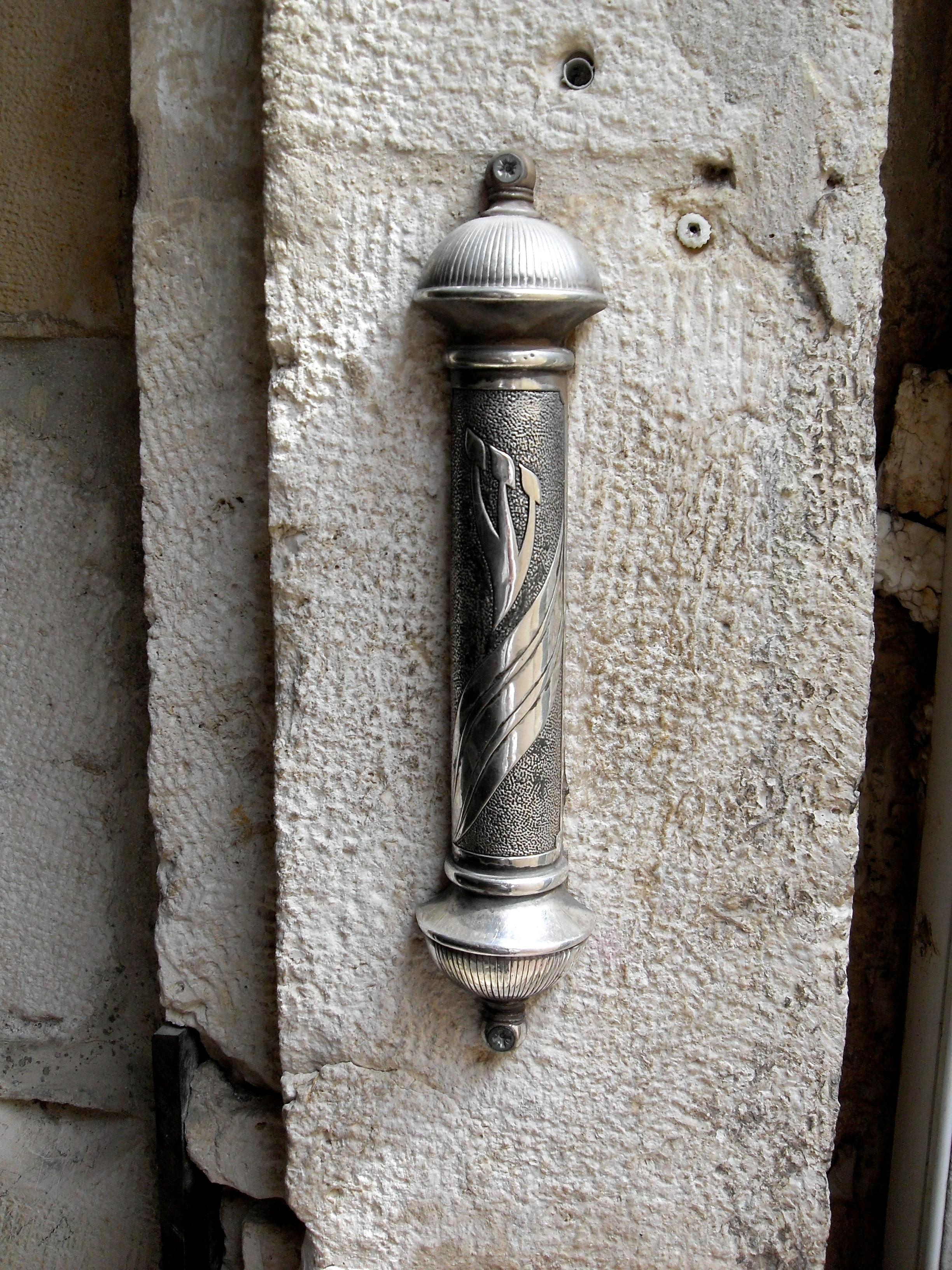
Mezuzá enclavada según la usanza sefardí.

 La Sinagoga Istanbúli fue construida en estilo otomano por judíos sefardíes provenientes de 
Turquía y se la llamó "Istanbúli" (איסטנבולי) en honor a Estambul, capital del imperio otomano desde el siglo XVI en adelante.

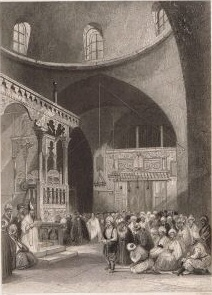
Grabado decimonónico.
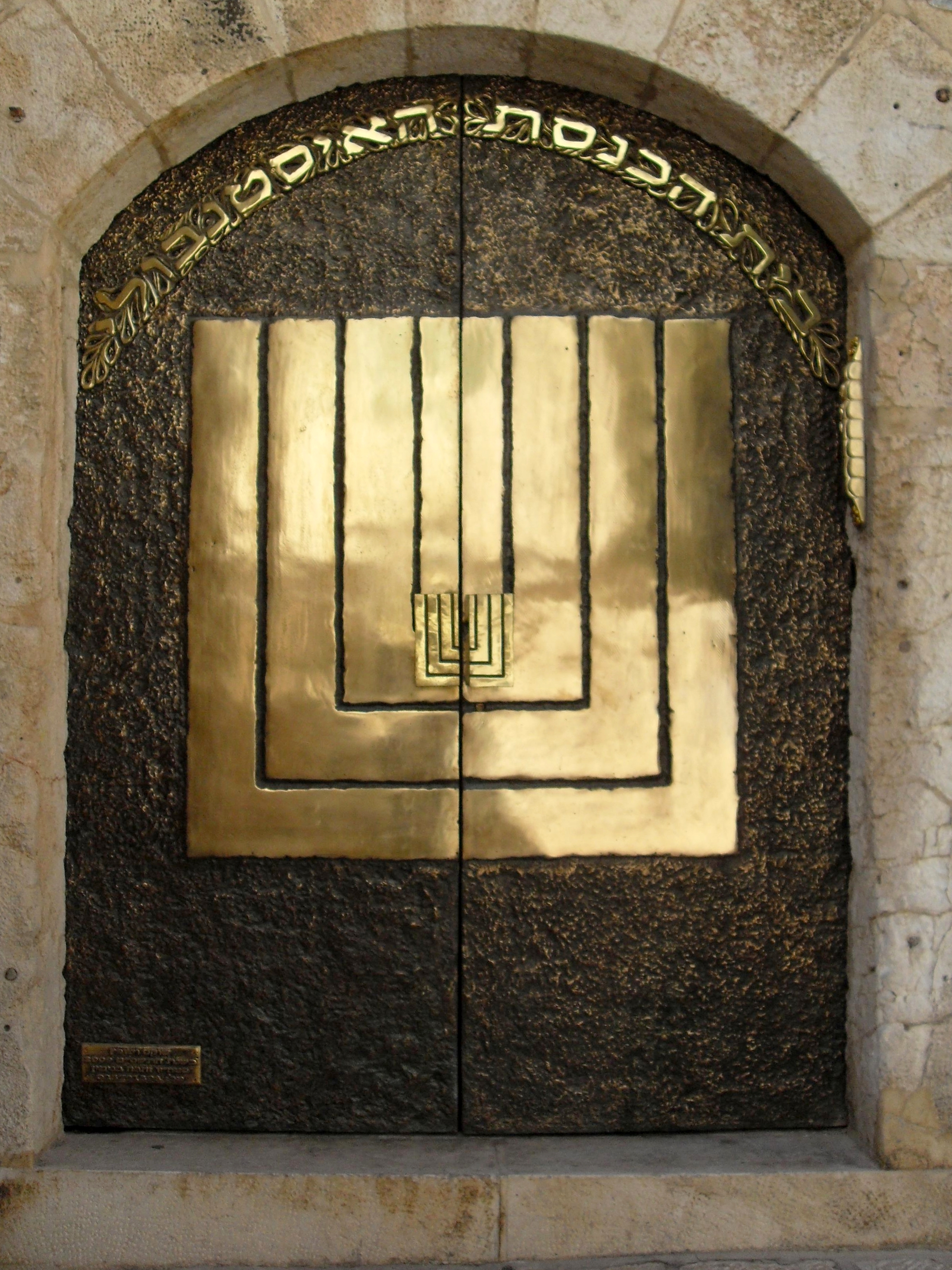
Inscripción hebrea y menorá en las puertas de la sinagoga.
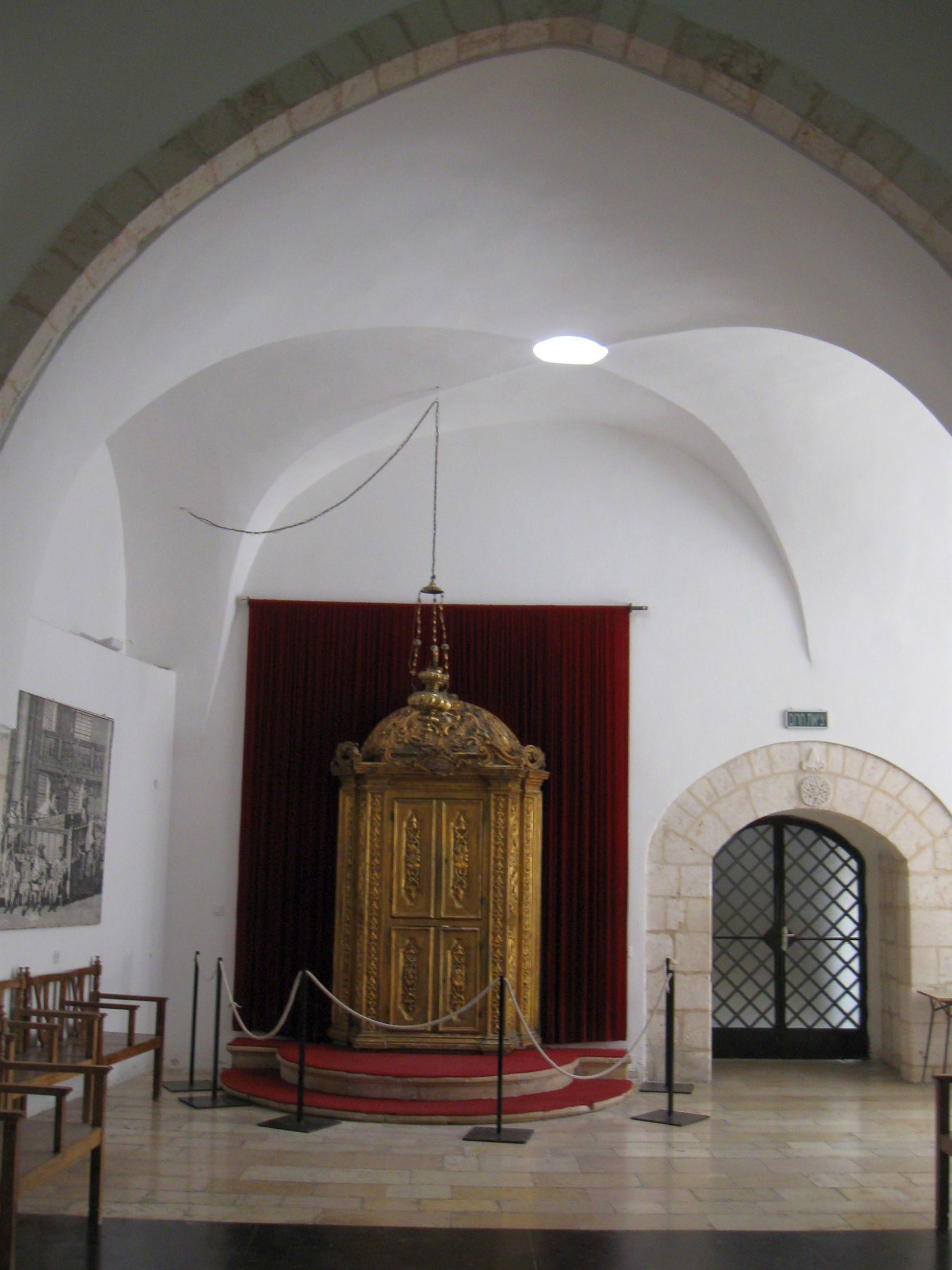
Hejal, proveniente de Ancona, s. XVII.
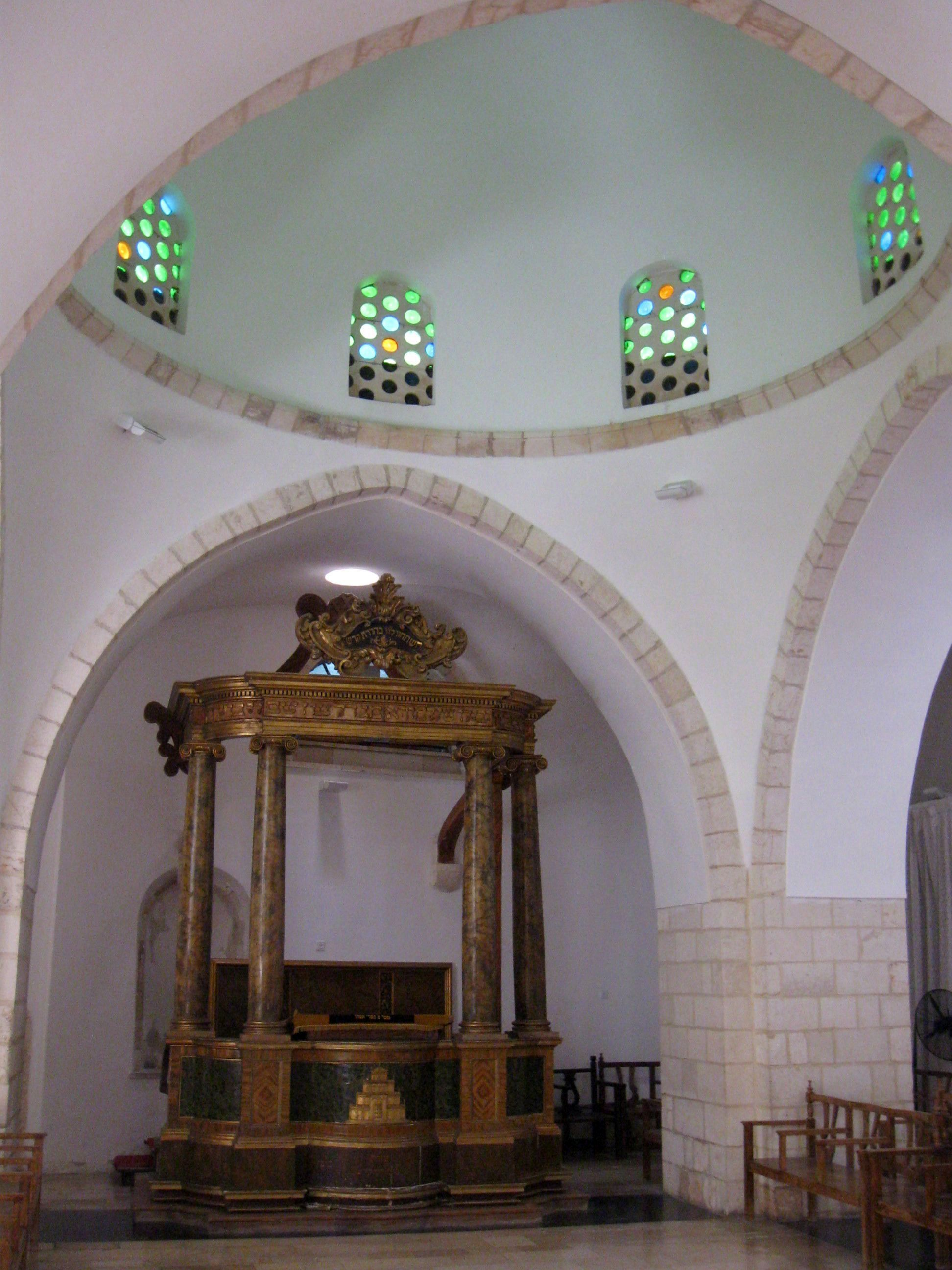
Bimá, proveniente de Pesaro, s. XVIII.
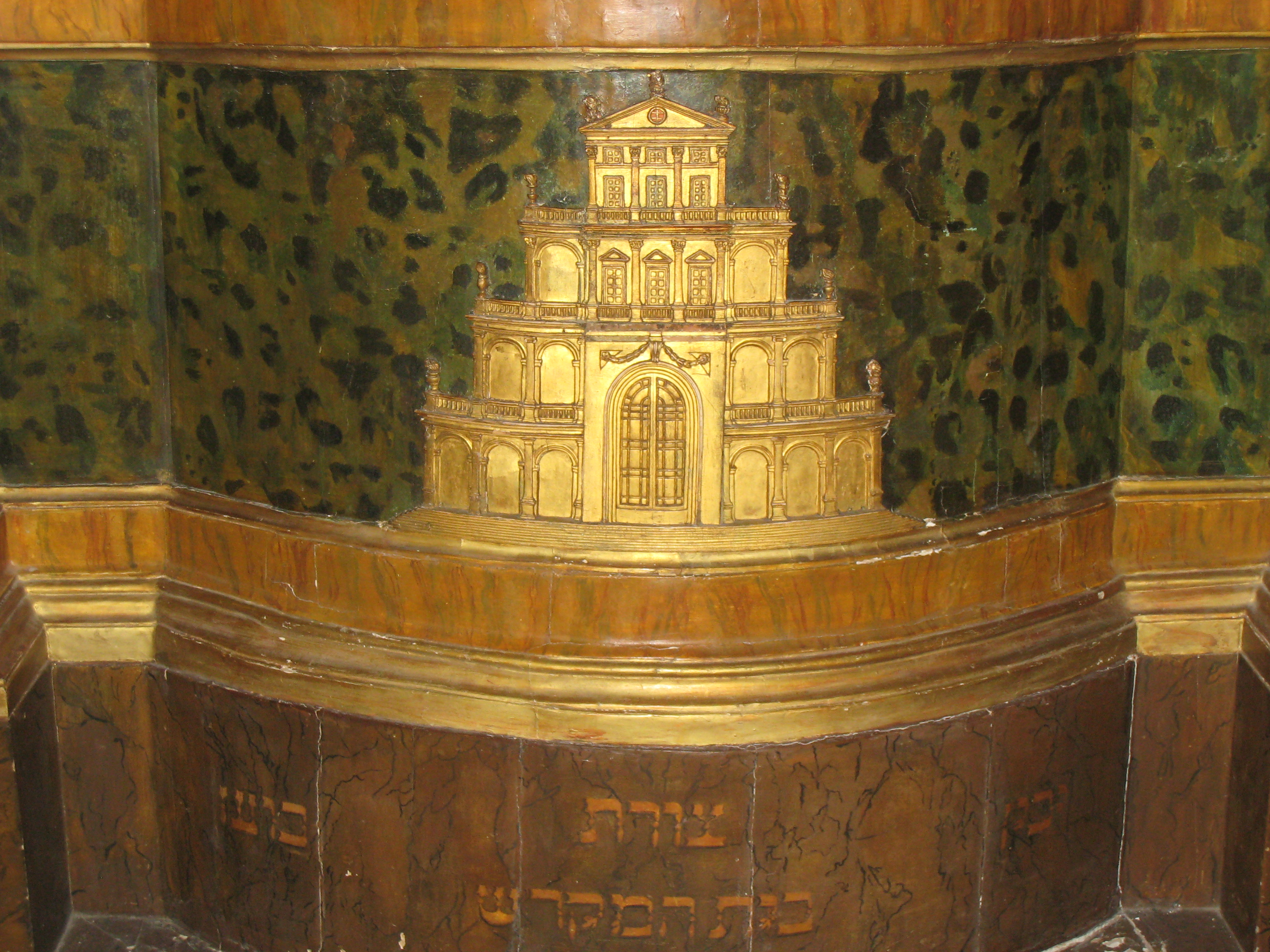
Representación del "Beit Ha-Mikdash"

 La Sinagoga Kahal Tsion (Congregación de Sion) fue creada en el espacio disponible entre otras dos sinagogas en lo que otrora constituía un patio entre ellas. En tanto que la congregación sefardí creció, albergarla requirió de más espacios disponibles para orar, por lo que el antiguo patio fue techado y finalmente declarado "sinagoga". Es por ello que a este templo se lo conoce como la Sinagoga Emtsaí (literalmente, "sinagoga del medio"), dado que la misma se encuentra precisamente en el medio de otras dos.

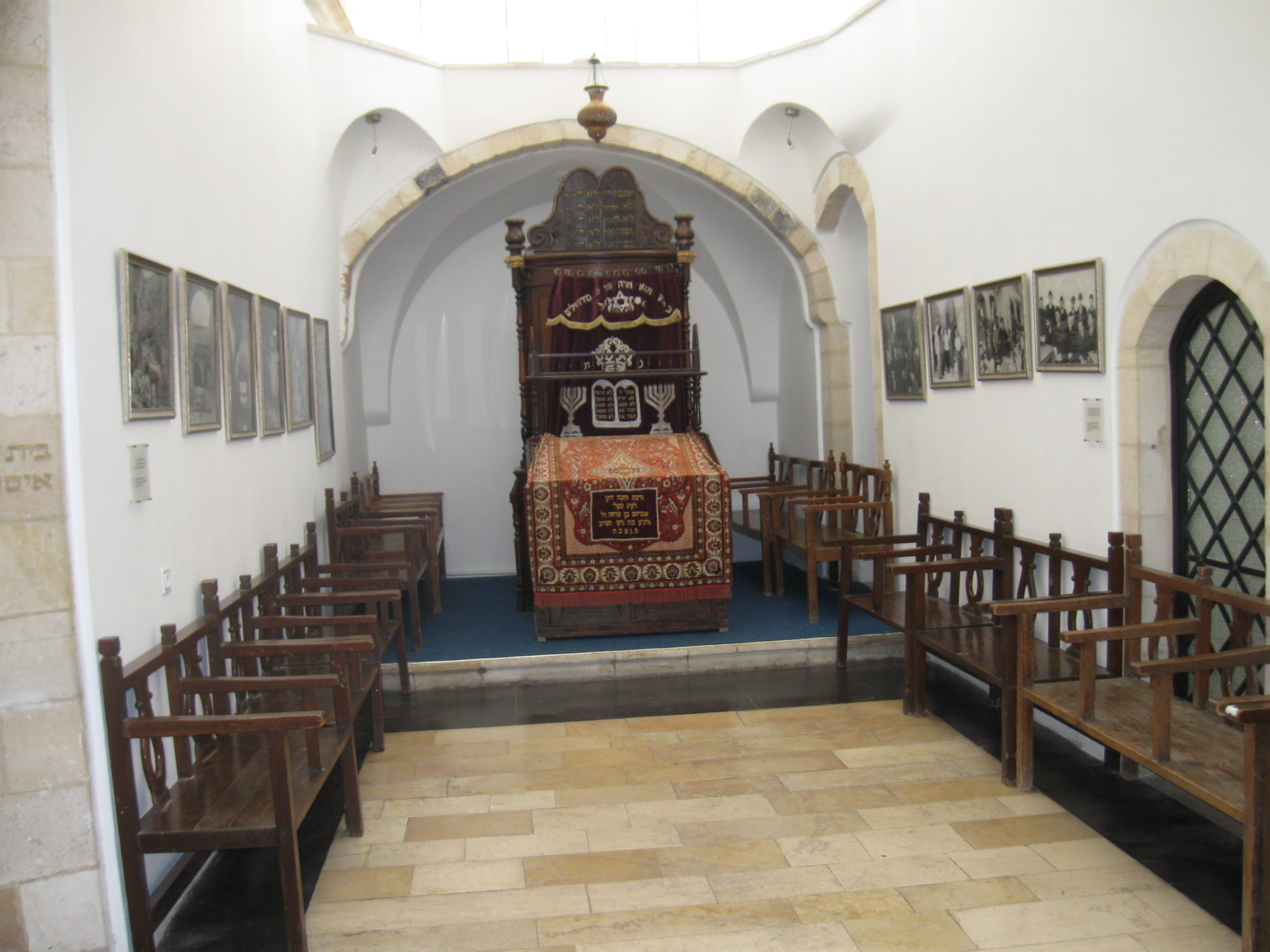
Sinagoga Kahal Tsion (Sinagoga del Medio o Emtsaí).
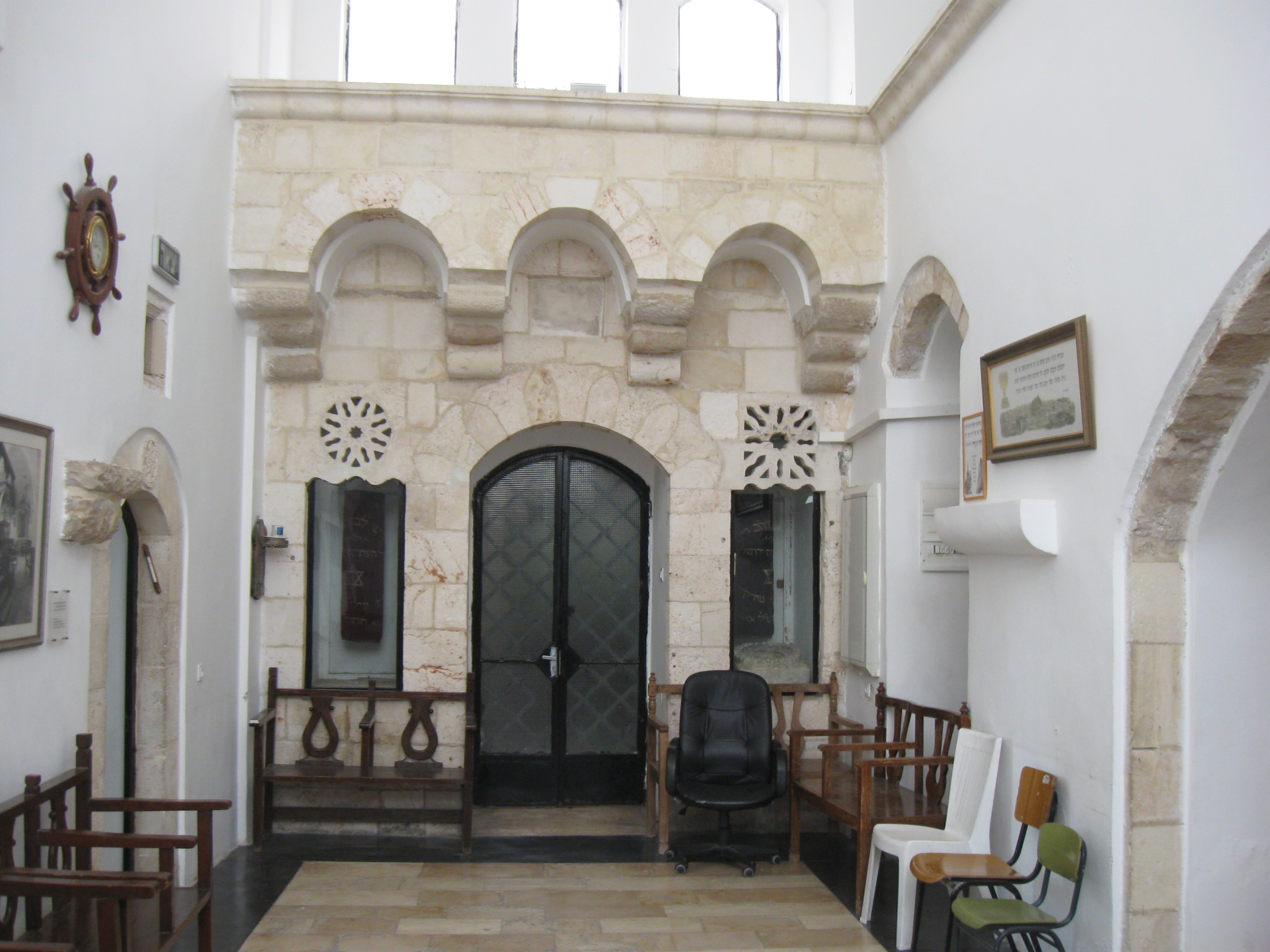
Idem.
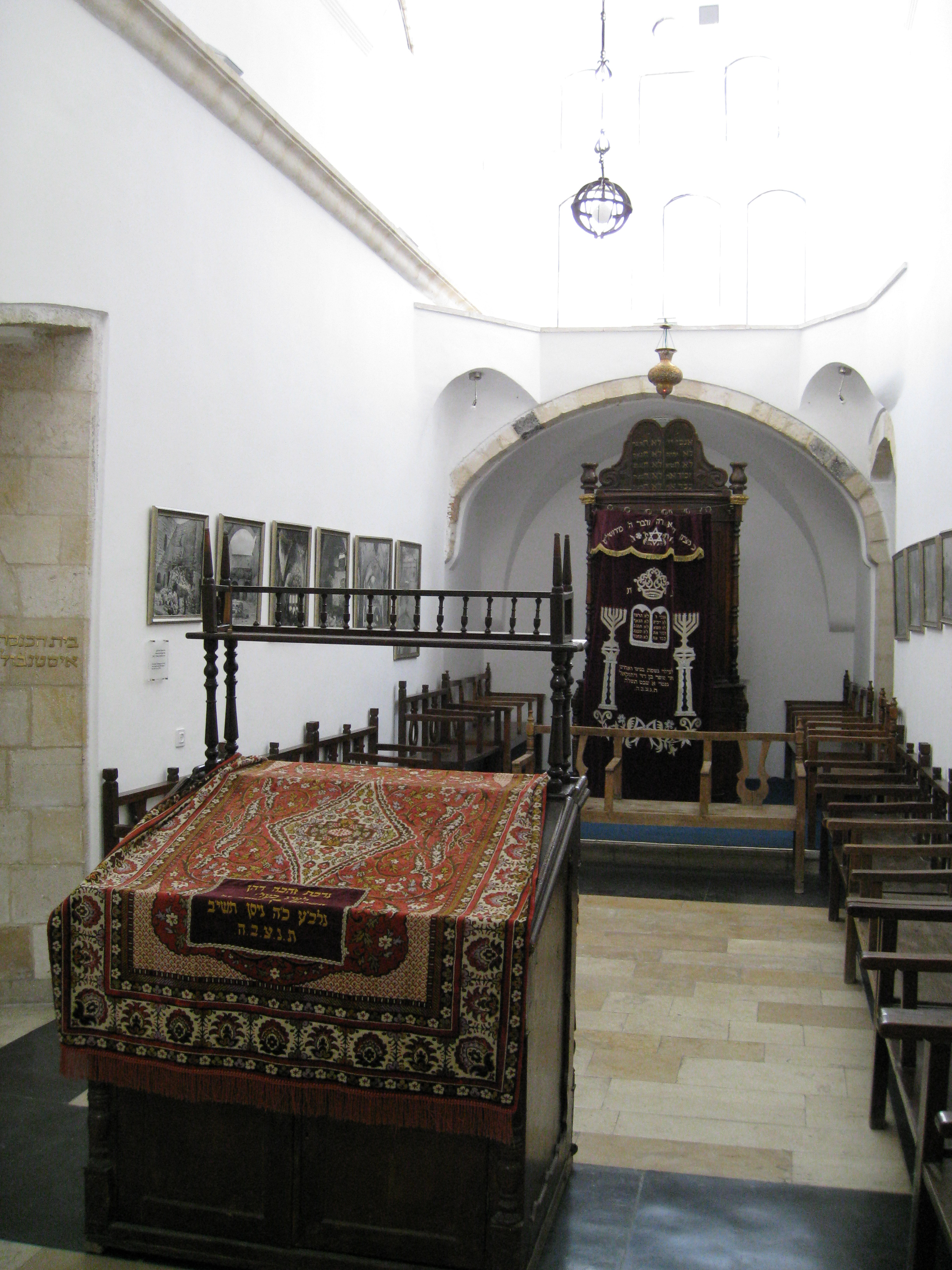
Bimá en primer plano; hejal en el plano de fondo.

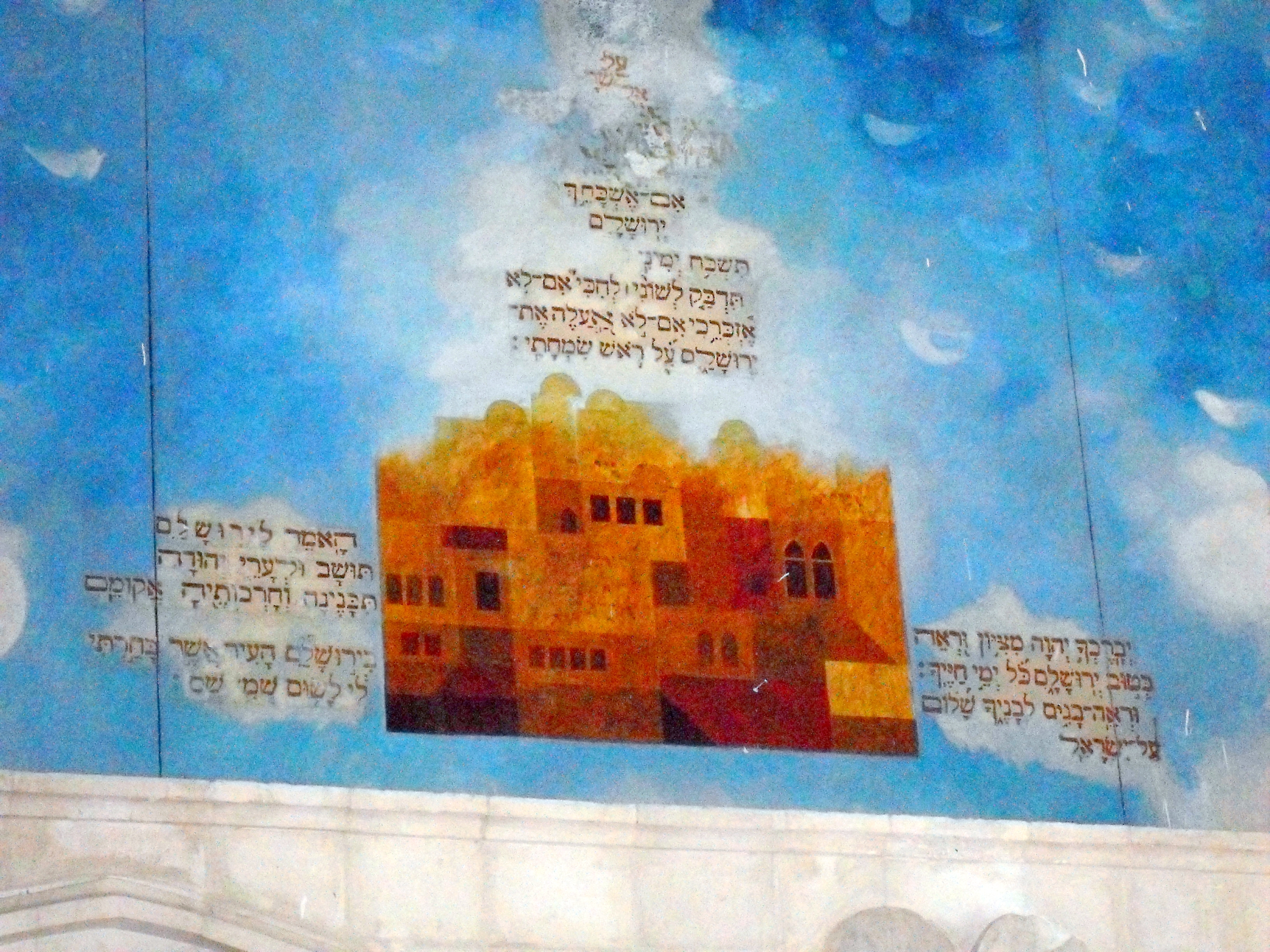
Mural con la Ciudad de Jerusalén y versículos bíblicos hebreos: Salmos 137:5-6 (superior); Salmos 128:5-6 (derecha); Isaías 44:26 y 1 Reyes 11:36 (izquierda).

## Versículos bíblicos en el tímpano de la Sinagoga Ben-Zakai
- Salmo 137:5-6. Si me olvidare de ti, oh Jerusalén, Pierda mi diestra su destreza. Mi lengua se pegue a mi paladar, Si de ti no me acordare; Si no enalteciere a Jerusalén Como preferente asunto de mi alegría.[16]

- Salmo 128:5-6. Bendígate Jehová desde Sion, Y veas el bien de Jerusalén todos los días de tu vida, Y veas a los hijos de tus hijos. Paz sea sobre Israel.[17]

- Isaías 44:26. Yo, el que despierta la palabra de su siervo, y cumple el consejo de sus mensajeros; que dice a Jerusalén: Serás habitada; y a las ciudades de Judá: Reconstruidas serán, y sus ruinas reedificaré.[18]

- 1 Reyes 11:36. Y a su hijo daré una tribu, para que mi siervo David tenga lámpara todos los días delante de mí en Jerusalén, ciudad que yo me elegí para poner en ella mi nombre.[19]